# Можжевельниково
Можжевельніково (до 1948 Тайкіна, фін. Taikina) — селище в складі  Селезньовського сільського поселення в  Виборзькому районі Ленінградської області. Колишнє фінськє село, до 1939 року входило до складу волості Суурпяаля  Виборзької губернії  Фінляндії. Перейменоване в 1948.

## Населення
| 2007 | 2010 | 2017 |
| ---- | ---- | ---- |
| 22   | ↗31  | ↗33  |